# Jean-Bernard Marlet
Jean-Bernard Marlet (Waillimont-Herbeumont, 15 juli 1760 – Differt-Messancy, 27 maart 1834) was lid van het Belgisch Nationaal Congres.

## Levensloop
Marlet was de zoon van Gérard Marlet, die de hoogovens van Bourge en Waillimont uitbaatte voor rekening van de familie de Gerlache. Zijn moeder, Marie-Josèphe Fontaine, was de derde vrouw van Marlet. Jean-Bernard die beschreven werd als met 'blond haar, grijze ogen, blonde baard, vooruitgestoken kin', had een broer, Jean Grégoire Marlet (1762) die advocaat werd. Hijzelf trouwde met Dieudonnée-Antoinette Collette (1776) en ze hadden een zoon, Maximilien Marlet (1798-1847) die vrederechter en schepen werd in Messancy en die trouwde met Constance Doucet. Ze erfden het kasteel van zijn ouders, evenals de molens van Differt en Turpange.
In 1795 verzoende Jean-Bernard Marlet zich onmiddellijk met de Franse nieuwe gezagdragers en vanaf 30 maart al was hij opgenomen in de nieuwe administratie in Luxemburg. Het jaar daarop was hij ontvanger van de registratie. Hij zat hierdoor in eerste loge om de te koop aangeboden nationale goederen te kennen en er sommige aan te kopen. Zo kocht hij onder meer de 'refuge' van de abdij van Clairefontaine in Luxemburg, alsook eigendommen afkomstig van de parochie Saint-Léger en van het klooster van Marienthal.
Marlet werd vervolgens ingenieur van het kadaster en vervolgens vrederechter in Messancy en burgemeester van Sélange. In Differt bouwde hij zich een voorname residentie (in 1889 aangekocht door de Paters Maristen, die er een school oprichtten, later overgenomen door de Aalmoezeniers van de Arbeid, onder de naam 'Institut Cardijn-Lorraine').
Van 1800 tot 1814 was hij lid van de departementsraad van de Ardennes en was de hoogst belaste belastingbetaler in Messancy. Onder het Verenigd Koninkrijk der Nederlanden was hij lid (1819-1834) en gedeputeerde (1830-1834) van de Provinciale Staten van Luxemburg voor het arrondissement Aarlen en na 1830 werd hij vrederechter in Differt. Tegelijk baatte hij olie- en bloemmolens uit in Messancy. In 1819 had hij in Habay-la-Neuve twee boerderijen aangekocht, met molen en bossen.
In 1830 was hij een van de oprichters van het Vrijkorps dat in de streek de wapens wilde opnemen tegen de troepen van Willem I. Het arrondissement Neufchâteau stuurde hem naar het Nationaal Congres, waar hij als zeventigjarige tot de oudsten behoorde. Hij kwam enkele keren tussen in de debatten. Zijn stemgedrag lag in de lijn van de meerderheid: voor de onafhankelijkheidsverklaring en voor de eeuwigdurende verwijdering van de Nassaus; in de eerste rondes voor een koning stemde hij voor de hertog van Nemours en vervolgens voor Surlet de Chokier als regent; in de latere ronde stemde hij voor Leopold van Saksen Coburg en voor de aanvaarding van het Verdrag der XVIII artikelen.
In 1831 werd hij tot senator verkozen voor het arrondissement Neufchâteau-Virton, maar hij bedankte voor de eer en verkoos tot aan zijn dood provinciaal gedeputeerde te blijven.